# La cripta de las condenadas
La cripta de las condenadas è un film del 2012 diretto da Jesús Franco.
È stato presentato nel 2012 al festival di Sitges nella sezione Brigadoon.
La pellicola ha avuto un seguito uscito nello stesso anno: La cripta de las condenadas II.

## Trama
Un gruppo di donne rinchiuse nella cripta di un antico cimitero, condannate a rimanere lì da un'antica maledizione, si dedicano a ogni tipo di pratiche sessuali.